# Sonata para saxofón alto en mi♭ y piano, Op. 19

La Sonata para saxofón alto en mi♭ y piano, Op. 19, fue compuesta por Paul Creston en 1939. La sonata fue encargada en la primavera de ese año por el frecuente colaborador de Creston, el saxofonista estadounidense Cecil Leeson. Creston comenzó a componer en junio, completó la obra a finales de agosto, y se planeó su publicación en 1940, aunque fue pospuesta hasta 1945 debido a la Segunda Guerra Mundial.
La sonata consta de tres movimientos y su ejecución dura aproximadamente trece minutos. Su forma sigue una estructura clásica tradicional. El primer movimiento está en una forma de sonata modificada sin recapitulación: dos temas se presentan en la exposición y se desarrollan extensamente antes de concluir con una coda. Armónicamente, se basa en acordes de séptima, con una tonalidad que se mueve entre varios centros tonales. Le sigue un segundo movimiento más lento, con melodías tipo canción, y finaliza con un rondó rítmicamente complejo con polímetros. La sonata, en su conjunto, presenta una dificultad considerable para ambos intérpretes.
Creston y Leeson estrenaron oficialmente la sonata en el Carnegie Chamber Hall el 15 de febrero de 1940, aunque Leeson ya la había interpretado durante una gira antes de esa fecha. Ningún crítico asistió al estreno, pero la grabación de 1955 realizada por Vincent Abato y el propio Creston recibió una acogida mixta. La mayoría consideró la sonata agradable, aunque algunos la criticaron por su estilo percibido como simplista o tipo música de salón. Fue la primera obra de música de cámara de Creston en ser grabada, y para 1980 había aparecido en catorce discos. Hoy en día, se considera una pieza clave del repertorio clásico para saxofón y se interpreta con frecuencia.

## Historia

### Antecedentes

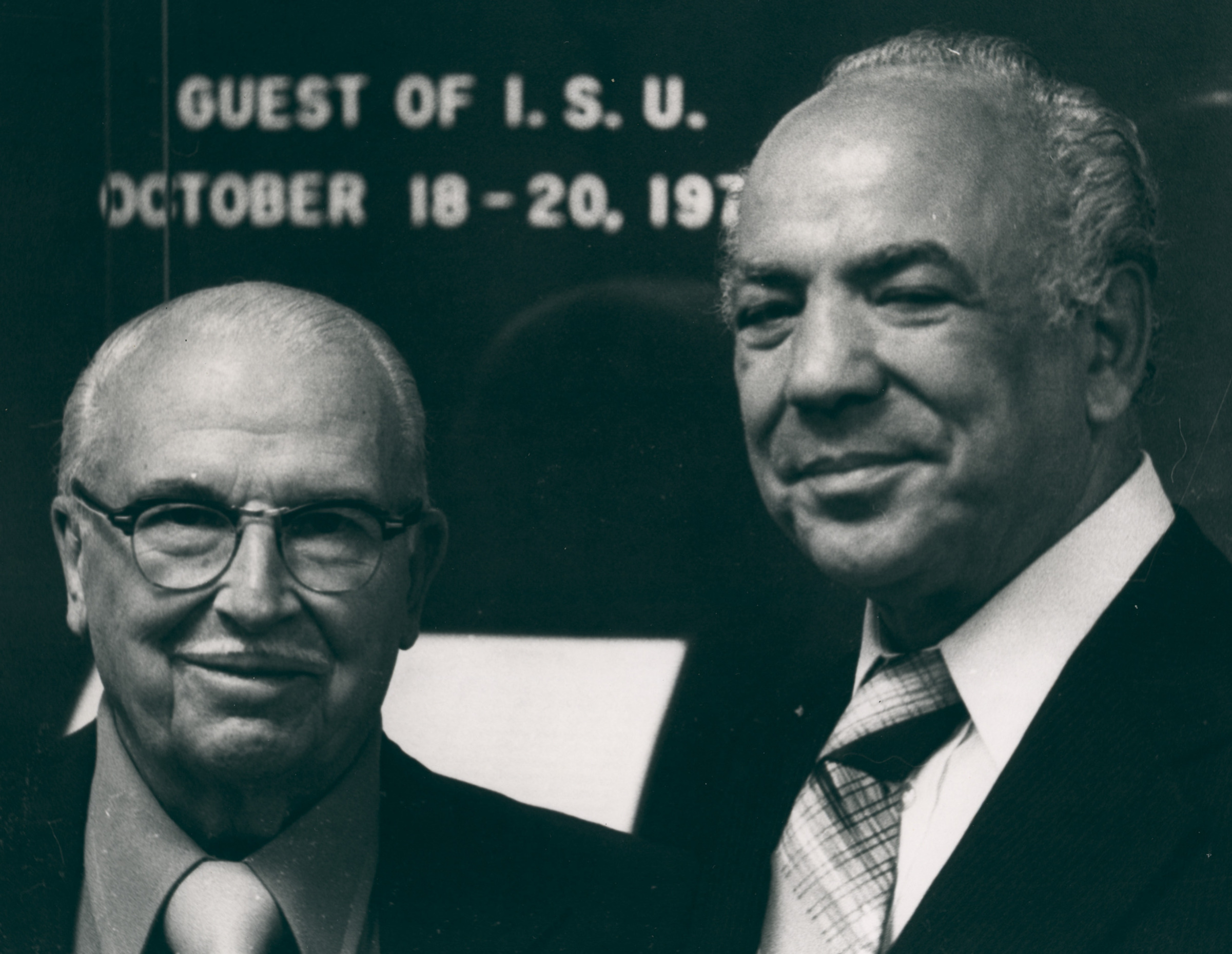
Creston (derecha) y Leeson, c. 1965–1970

Paul Creston creía que la composición era un acto espiritual, "tan vital ... como la oración y las buenas acciones", y pensaba que no debía limitarse a los compositores profesionales. Fue beneficiario de una Beca Guggenheim en 1938 para composición, y parte de su prolífica producción estuvo dedicada a ampliar el repertorio clásico de instrumentos poco utilizados dentro de la tradición, como el saxofón. En 1934, Creston conoció al saxofonista Cecil Leeson a través de la Liga Nacional de Música, una organización en la que Creston era acompañante. Leeson estaba patrocinado por el grupo y se beneficiaba de su provisión de acompañantes para sus giras. Había perdido a su acompañante habitual, Lois Russell, y estaba tan insatisfecho con los reemplazos que rogó a la liga que enviaran "a alguien que sepa leer música". Le presentaron a Creston, cuyo estilo de interpretación le impresionó. Los dos iniciaron una colaboración.
Leeson fue una figura crucial para el desarrollo del saxofón clásico. En ese momento, el instrumento era percibido como inadecuado para la música culta y estaba restringido a géneros musicales más populares. Junto a Creston, Leeson trabajó con Lawson Lunde, Burnet Tuthill y otros compositores estadounidenses para crear un amplio repertorio para saxofón clásico, que incluye la Suite, la Sonata y el Concierto de Creston. Fue el primer saxofonista en actuar en el Town Hall de la ciudad de Nueva York el 5 de febrero de 1937, acompañado por Creston.
Creston dejó de actuar regularmente con Leeson en marzo de 1937 para centrarse en la composición, aunque continuaron actuando ocasionalmente hasta 1940. Sobre su relación con Leeson, Creston declaró retrospectivamente: "Cecil Leeson ha sido el mayor estímulo para el enriquecimiento del repertorio del saxofón, y estoy muy agradecido de haber sido elegido como uno de sus contribuidores". Le atribuyó a Leeson el haber despertado su amor por el saxofón—que anteriormente consideraba "feo ... con un tono irritantemente zumbante"—así como el éxito de sus composiciones para el instrumento.

### Composición y publicación
En el momento en que Creston compuso su sonata, los compositores franceses lideraban el desarrollo del saxofón clásico. El instrumento sufría por la escasez de repertorio original de concierto: aparte del Concierto para saxofón de Glazunov, la Rapsodia para saxofón y orquesta de Debussy y la propia Suite de Creston, los recitales de Leeson en esa época estaban dominados por transcripciones de música vocal y para instrumentos de cuerda.
A principios de 1939, Leeson pidió a Creston que escribiera una sonata para saxofón tras el éxito de su Suite. Estaba en el segundo año de su beca Guggenheim, que normalmente implicaba un año en el extranjero en Europa, pero se le excusó debido a la inestabilidad política causada por el inicio de la Segunda Guerra Mundial. Aunque ya no actuaban regularmente como dúo, Creston aceptó el encargo tras el éxito de su Suite: Henry Moe, un asociado de la Fundación Conmemorativa John Simon Guggenheim, le había dicho que una grabación de la Suite fue clave para la concesión de la beca. Creston solo había esbozado unos compases cuando recibió una visita de Leeson en junio. La sonata fue completada un par de meses después mientras Leeson enseñaba en el Campamento Nacional de Música del Centro de las Artes de Interlochen y se finalizó en una reunión cuando Leeson regresó. Recibió la partitura el 28 de agosto, junto con una disculpa de Creston por no poder preparar el acompañamiento:
Se eligió al grupo New Music Group para publicar la sonata, con la intención de hacerlo a finales de 1940. Debido a la escasez de personal por la conscripción durante la Segunda Guerra Mundial, no se cumplió este plazo. Tras la guerra, aunque la partitura grabada ya estaba completada, la sonata fue publicada por Axelrod Publications en 1945 y los derechos de autor fueron asignados a Templeton Publishing Company. Los derechos de publicación de la sonata fueron adquiridos por Shawnee Press en 1948. Más adelante, al darse cuenta de su popularidad tras asistir al Concurso Internacional de Saxofón Marcel Mule en 1978, Creston escribió al presidente de Shawnee para sugerir que los editores considerasen abrir una sucursal en Francia.
El manuscrito de Creston se conserva en las Colecciones Especiales LaBudde de la Universidad de Misuri–Kansas City, como parte de una colección donada por su esposa, Louise. La partitura escrita en tinta contiene anotaciones a lápiz, e incluye una transcripción del segundo movimiento para viola.

### Interpretaciones
Sin que Creston lo supiera, Leeson decidió poner a prueba la recepción de la sonata en una gira por varios estados con su acompañante Josef Wagner, un mes antes del estreno oficial: entre sus siete actuaciones, tocaron en el Heidelberg College de Tiffin, Ohio (9 de enero de 1940), en el Earlham College de Richmond, Indiana (11 de enero) y en la Escuela Secundaria Wiley de Terre Haute, Indiana (15 de enero). Pasaron varias décadas antes de que Creston descubriera la verdad; a pesar de la gira de Leeson, Creston seguía considerando la interpretación en la ciudad de Nueva York como el verdadero estreno.

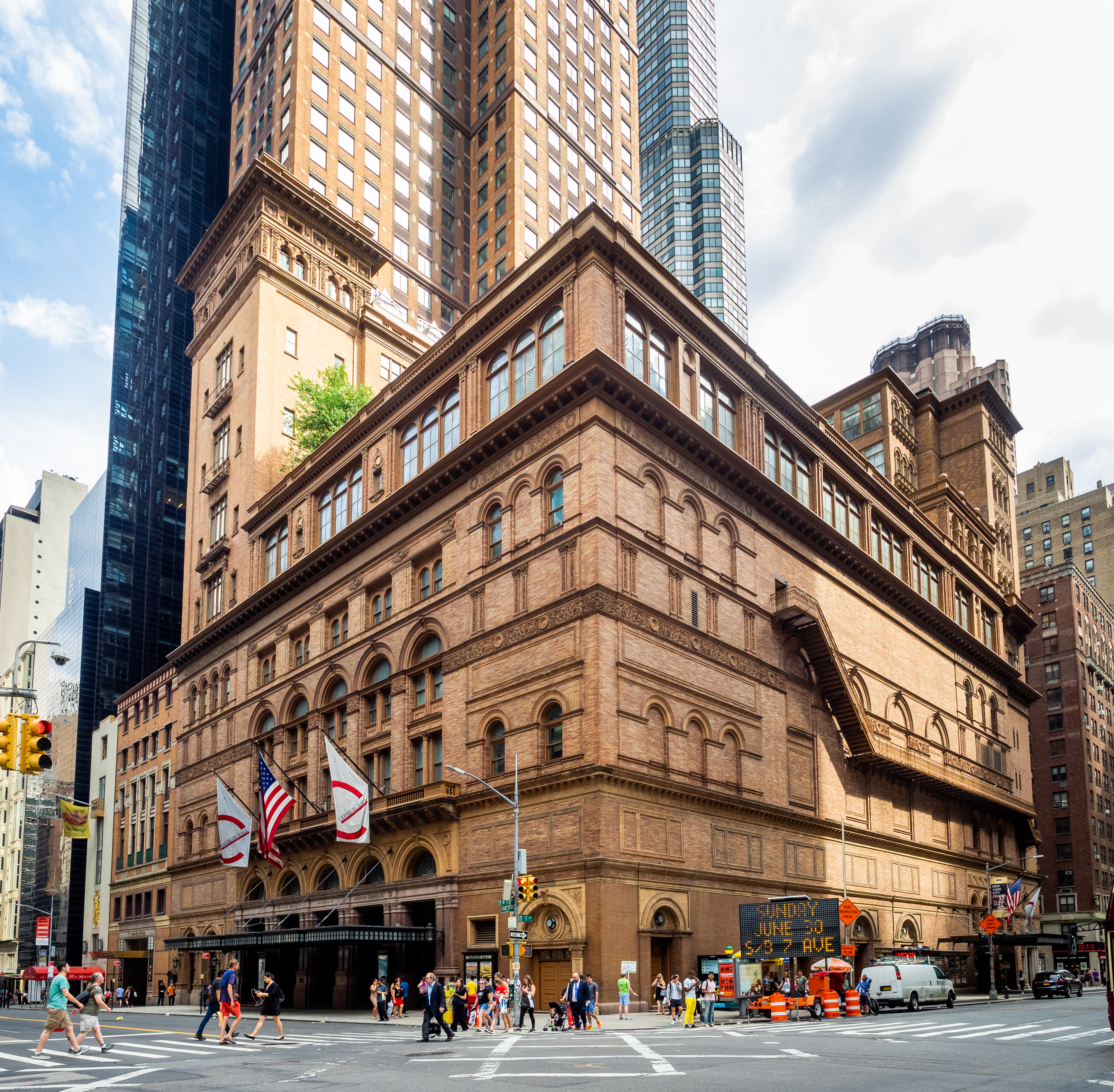
Leeson y Creston estrenaron la sonata en el Carnegie Chamber Hall en 1940.

La sonata fue estrenada oficialmente por Creston y Leeson en un concierto del New Music Group en el Carnegie Chamber Hall el 15 de febrero de 1940. Leeson interpretó la sonata a lo largo del año, con recitales en St. Vincent's Hall, Elkhart (Indiana) (21 de abril, en su gira con Josef Wagner), y en el American Music Festival, Ciudad de Nueva York, Nueva York (8 de mayo, la última vez que actuaría con Creston). Creston continuó acompañando interpretaciones de la sonata hasta finales de la década de 1960. Tocó en recitales con Frederick Wymaat en la Universidad Estatal de Nueva York (22 de octubre de 1966), y con Vincent Abato, profesor de saxofón en la Juilliard School, en el New York College of Music (13 de noviembre de 1966) y en el American Music Festival de WNYC (13 de febrero de 1968).

### Recepción
No existen reseñas de la interpretación de estreno de la sonata, ya que los conciertos en el Weill Recital Hall no solían ser frecuentados por los críticos de Nueva York. Creston, Leeson y su público quedaron satisfechos con la interpretación. La grabación debut de la sonata por Vincent Abato obtuvo críticas mixtas. Varios críticos consideraron que la sonata era tradicional y carecía de cierta profundidad. Al reseñar el disco de Abato, el musicólogo Nathan Broder escribió en The Musical Quarterly que la sonata era «una pequeña adición agradable al escaso repertorio del instrumento», pero que estaba compuesta de forma conservadora y «no hará avanzar la causa de la música ni un centímetro». En una discografía más amplia publicada por la revista High Fidelity, Ray Ellsworth describió la sonata como «bien elaborada aunque ligera». En una reseña para la Library Journal, Mark Melson coincidió con Ellsworth sobre la estructura de la sonata, considerándola tradicional y hábilmente escrita. La compositora y musicóloga Dika Newlin reseñó la sonata en la revista Pan Pipes de Sigma Alpha Iota, encontrándola agradable, con «ritmos encantadoramente pegadizos», aunque también opinó que carecía de profundidad. Algunos críticos detectaron un estilo de inspiración francesa: al reseñar la grabación de Abato en la revista Saturday Review, el compositor Arthur Berger sugirió similitudes con «música de salón del género francés», aunque con una influencia estadounidense. James Lyons, editor de la American Record Guide, criticó el estilo de la sonata por ser incompatible con la escritura «terriblemente recargada de notas» (particularmente en el acompañamiento). En The New York Times, su posterior crítico jefe Harold Schonberg escribió que encontraba el contenido melódico agradable, aunque con un «enfoque casi de salón».
Las reseñas posteriores de la sonata fueron más favorables: en una crítica de 1979 para Fanfare (revista), el crítico musical Walter Simmons elogió la sonata como «un verdadero clásico del repertorio del saxofón», con «precisión mozartiana» y un contenido melódico disfrutable. También comentó sobre la idoneidad de la sonata para músicos virtuosos, siendo «un medio halagador para representar el arte del intérprete». El crítico musical Tim Page de The New York Times escribió en 1983 que consideraba la sonata subestimada, elogiando su sonido auténtico y «claramente estadounidense».
Según Simmons, la sonata es «probablemente la obra más interpretada y conocida de Creston». Es ampliamente considerada una obra influyente dentro del repertorio clásico para saxofón. En una conversación con el saxofonista Eugene Rousseau, Marcel Mule afirmó que consideraba la sonata «una de las obras definitivas para saxofón y piano», junto con la Sonatine de Claude Pascal. Para 1978, Harry Gee, de la Universidad Estatal de Indiana, sugirió que podría ser «uno de los solos más frecuentemente interpretados del siglo XX para cualquier instrumento de viento». Stephen Cottrell—profesor de música en la University of London—expresó un sentimiento similar, afirmando que «probablemente ahora sea la obra para recital más frecuentemente interpretada del repertorio del saxofón». Junto con otras de sus obras, el éxito de la sonata de Creston contribuyó al desarrollo del repertorio del saxofón, inspirando a otros compositores estadounidenses—incluyendo Edvard Moritz, Bernhard Heiden y Burnet Tuthill—a componer para el instrumento.

## Música

### Movimientos
La sonata consta de tres movimientos, siguiendo una estructura tradicional rápido–lento–rápido:
| N.º | Título             | Forma                     | Centro tonal principal | Tempo | Compás |
| --- | ------------------ | ------------------------- | ---------------------- | ----- | ------ |
| I   | "Con vigor"        | Sonata modificada         | Mi mayor               | = 126 | 4      |
| II  | "Con tranquilidad" | Forma continua / ternaria | La mayor               | = 66  | 5 4    |
| III | "Con alegría"      | Rondó                     | Re mayor               | = 160 | 2 4    |

Una interpretación típica dura aproximadamente trece minutos.

#### I. «Con vigor»
El primer movimiento está escrito en compás de 4/4 y emplea una forma sonata modificada sin recapitulación completa. Consta de una exposición con dos temas, una sección de desarrollo y una coda. La armonía se basa principalmente en acordes de séptima con tritonos y presenta pantonalidad: emergen centros tonales temporales, siendo el principal Mi mayor. Comienza con un tema enérgico en el saxofón, con una modalidad lidia por el uso de una cuarta aumentada.
Este tema presenta armonía no funcional y puede dividirse en cuatro motivos. El tercero es el más desarrollado en la sección de desarrollo.
Tras un clímax inicial, la música se calma y se establece un centro tonal más estable en Mi mayor. Aparece un segundo tema, más lírico y tranquilo, en el saxofón, en contraste con el primero.
Una transición marca el inicio del desarrollo. Creston trabaja el primer tema mediante secuencias y repeticiones, manipulando el tercer motivo. Cada repetición añade una negra, alterando el acento y debilitando el 4
4. El segundo tema se desarrolla primero en el piano y luego con el saxofón. Un cambio al centro tonal de Re bemol mayor aporta un color más oscuro. Tras una nueva transición basada en el segundo tema, se retoma el primero hasta el final. La coda, basada en el primer tema, cierra el movimiento con escalas ascendentes y notas agudas (hasta un altissimo Sol6).

#### II. "Con tranquilidad"
"Con tranquilidad" es un movimiento lento en 5
4 basado en melodías líricas. Su forma es objeto de debate: algunos lo describen como forma continua y otros como forma ternaria. Sugiere una tonalidad de La mayor, aunque sólo aparece al principio y final. Armónicamente se basa en acordes de séptima consecutivos. Comienza con el piano tocando una melodía con acompañamiento por grados conjuntos. Simmons considera que esta melodía deriva del segundo tema del primer movimiento.
El tema se expone en el saxofón y se desarrolla alterando el timbre y la armonía, pasando por Fa sostenido mayor y Re mayor. El acompañamiento, antes basado en negras, ahora utiliza semicorcheas que generan hemiolia con tresillos del saxofón. Esta sección culmina con imitación rítmica y melódica entre ambas partes. El tema reaparece en Do mayor, más grave y suave, con ritmos alterados. Una cadencia final en La mayor se construye con un descenso cromático triádico. El saxofón finaliza en la tercera del acorde, como en el primer movimiento.

#### III. «Con alegría»
«Con alegría» es un rondó de siete partes en 2
4 con estructura ABACADA. Está en Re mayor, aunque las secciones intermedias se alejan tonalmente. A diferencia de los movimientos anteriores, los acordes cuartales y quintales, disminuidos y aumentados se usan escasamente; Creston recurre más a acordes de séptima, tríadas mayores y menores, dando un carácter más alegre. El ritmo es complejo, influenciado por tradiciones musicales de España y América Latina. Al inicio, se presentan polímetros: el saxofón (marcado «crisp») y la mano izquierda del piano están en 5
8, acentuando con mordentes, mientras que la mano derecha del piano toca semicorcheas en agrupaciones de 3
8.
Tras la presentación del tema principal, una breve transición pianística lleva al primer episodio. Se introduce un nuevo polímetro: 2
4 en el saxofón frente a 3
8 en el piano, manteniéndose los acentos contrastantes. El tema principal regresa con inversión entre melodía del saxofón y contramelodía del piano, pero tras siete compases se interrumpe bruscamente. Una transición del saxofón basada en arpegios disminuidos lleva a un episodio más calmo, con líneas melódicas suaves y sin acentos, reminiscente del segundo movimiento.
Otra transición del piano introduce el tema principal en Fa sostenido mayor, más suave y desarrollado. La última sección (en La mayor) tiene un carácter bailable. El tema principal reaparece en la tonalidad original y se desarrolla aún más antes de la coda. La sonata concluye con un clímax escalar entre ambos instrumentos.

### Estilo
La designación de Creston de la pieza como una sonata—algo raro dentro de su catálogo—la distinguía de su predecesora, sugiriendo un estilo clásico en contraposición a su Suite para saxofón, inspirada en el barroco. Según Simmons, esta diferencia se evidencia en el uso de la forma sonata en el primer movimiento, y en general en la mayor fuerza de los clímax de la sonata. La forma de la sonata es tradicional, y la estructura formal y los tempi de cada movimiento siguen las expectativas de la era clásica establecidas por compositores como Mozart. Los movimientos están conectados por sus centros tonales principales, que progresan en quinta justa (Mi mayor → La mayor → Re mayor). La escritura es a menudo contrapuntística, pero no de forma imitativa: no hay dispositivos fugados ni canónicos en la sonata. A diferencia de la práctica tradicional, Creston evita los tempi y matices de expresión en italiano, utilizando en su lugar indicaciones en inglés a lo largo de la sonata (por ejemplo, increase en lugar de crescendo).
La sonata presenta una dificultad considerable para el saxofonista, empleando una tesitura generalmente alta junto con patrones irregulares y escalas. Utiliza todo el registro habitual del saxofón, y en varias ocasiones alcanza notas en el registro altissimo, como Fa♯ y Sol. El acompañamiento pianístico en la sonata de Creston también es difícil y requiere una gran extensión de mano. A menudo se describe como igual o incluso más exigente que la parte de saxofón.

### Tempi
Creston expresó en varias ocasiones dudas sobre los tempi originales 126, 66 y 160. Solicitó a los intérpretes de la sonata que modificaran los tempi durante el Concurso Internacional de Saxofón Marcel Mule de 1978 en Gap, Francia. Jean-Marie Londeix, miembro del jurado en dicho certamen, relató que los nuevos tempi indicados por Creston fueron 120, 60 y 144. Creston ya había expresado anteriormente que los tempi originales eran demasiado rápidos, en una carta de 1975 dirigida a Londeix. Este consideró que dichas modificaciones eran beneficiosas, ya que aportaban un mejor equilibrio de tempi y "[permitían] que surgiera con mayor claridad el carácter de música de cámara".
Durante una visita al Ithaca College en 1976, el profesor de saxofón del centro, Steven Mauk, preguntó a Creston sobre la exactitud de los tempi de la sonata. Según Mauk, Creston exclamó con autocrítica que "la persona que puso las indicaciones de tempo en esta pieza fue un idiota", y sugirió tempi más lentos: 52–56 y 144 para los movimientos II y III, respectivamente.

## Grabaciones
Leeson y Creston grabaron los movimientos I y II de la sonata a finales de 1939 usando un grabador Federal propiedad de Leeson. Los discos aún existen, pero no pueden reproducirse. Vincent Abato realizó la primera grabación comercial de la sonata en 1955, acompañado por Creston. Esta fue la primera vez que una obra de cámara de Creston apareció en disco. La primera grabación en sonido estéreo fue realizada por Donald Sinta y Nelita True, hacia c. 1968. Para 1978, la sonata había aparecido en ocho discos, incluidos los realizados por Marcel Mule, Sigurd Raschèr, François Daneels y Jean-Marie Londeix; dos años más tarde ese número aumentó a catorce. Grabaciones posteriores incluyen las realizadas por Arno Bornkamp, Alex Mitchell y Alina Mleczko.
| Saxofonista        | Pianista          | Sello – Número de catálogo            | Año           | Ref(s)        |
| ------------------ | ----------------- | ------------------------------------- | ------------- | ------------- |
| Vincent Abato      | Paul Creston      | Columbia – ML 4989                    | 1955          | [ 79 ]        |
| Marcel Mule        | Solange Robin     | London – LL 1479                      | c. 1956       | [ 83 ] [ 84 ] |
| Sigurd Rascher     | Russell Sherman   | Grand Award Records – AAS 708         | 1960          | [ 83 ]        |
| Donald Sinta       | Nelita True       | Mark Custom Recording Service – 22868 | c. 1968       | [ 82 ] [ 83 ] |
| Jean-Marie Londeix | Pierre Pontier    | EMI – C065 12805                      | 1974          | [ 83 ]        |
| Harvey Pittel      | Levering Rothfuss | Crystal Records – S 157               | 1978          | [ 34 ]        |
| Paul Brodie        | Myriam Shechter   | Golden Crest Records – RE 7037        | c. 1979       | [ 83 ]        |
| fi                 | fi                | BIS – LP 159                          | 1980          | [ 79 ]        |
| Cecil Leeson       | Charles Kuhn      | Enchanté – ENS 2006                   | Antes de 1986 | [ 85 ]        |
| Arno Bornkamp      | Ivo Janssen       | Globe – GLO5032                       | 1990          | [ 86 ]        |
| Alex Mitchell      | Jeremy Limb       | Naxos – 8.559241                      | 2006          | [ 87 ]        |
| pl                 | Agnieszka Kopacka | Dux Records – DUX0692                 | 2010          | [ 88 ]        |